# زو فينج
زو فينج (بالصينية: 祖峰) هو ممثل صيني، ولد في 23 فبراير 1974 في الصين.

## وصلات خارجية
- زو فينج على موقع IMDb (الإنجليزية)
- زو فينج على موقع قاعدة بيانات الفيلم (الإنجليزية)